# 小松憲太
小松 憲太（こまつ けんた、1988年1月19日 - ）は、長野県出身の元サッカー選手、サッカー指導者。ポジションは、MF。

## 来歴
武蔵工業大学第二高等学校（現：東京都市大学塩尻高等学校）から東海学園大学を経て、2010年松本山雅FCへ加入。
大学時代は大学がサッカー部の強化に乗り出した時期と重なったため、1年生から主将を務めた。2014年7月、タイ・ディヴィジョン1リーグ（タイ2部相当）のアユタヤFCへ移籍。
2015年2月、現役を引退し、松本山雅FCユースアカデミーのスクールスタッフに就任すると発表された。
2017年4月から、母校の東京都市大塩尻高等学校で体育科の教員を務めている傍らサッカー部のコーチとして指導に当たる。2019年4月より監督に就任。

## エピソード
- 生前の松田直樹が松本山雅FC在籍時に目をつけていた選手である。2011年2月27日のキックオフイベントでは松田と共にトークショーに出演し、松田は「憲太にだけは怒っても大丈夫」と述べている。2011年4月30日の信州ダービー（対AC長野パルセイロ）では、勝利した後に興奮した松田から背負い投げを受けている。また松田が死去した後のインタビューでは「お前とボランチを組みたい」「お前は絶対に伸びるから頑張れ」と松田にいつも言われていた事を涙ながらに語っている。
- 2011年は左足関節靱帯損傷と左腓骨筋腱脱臼により4月15日に手術を行い、前半戦を全てリハビリ期間に費やしたため、公式戦において松田とのボランチは最後まで実現しなかった（松田は同年8月4日に死去）。しかし復帰戦となる8月28日の長野県サッカー選手権兼天皇杯県予選決勝（対AC長野パルセイロ）では、病み上がりながら延長含め110分を走り切り、PKで予選突破を決める最後のキッカーとなった。
- 上述のPKの際、小松は「正直、自分まで（PKが）回ってきてほしくなかった」と弱気だったが、木島良輔からビンタで気合を注入され、さらに片山真人から「マツさん（松田直樹）も見てくれているから大丈夫だ」と声を掛けられた事で落ち着きを取り戻し、冷静にゴール左隅に蹴り込んでいる。

## 所属クラブ
- 塩尻西サッカースポーツ少年団
- 塩尻市立広陵中学校
- 武蔵工業大学第二高等学校
- 2006年 - 2009年 東海学園大学
- 2010年 - 2014年7月  松本山雅FC
- 2014年7月 - 2015年2月  アユタヤFC

## 個人成績
| 国内大会個人成績 | 国内大会個人成績 | 国内大会個人成績 | 国内大会個人成績 | 国内大会個人成績             | 国内大会個人成績 | 国内大会個人成績 | 国内大会個人成績 | 国内大会個人成績 | 国内大会個人成績 | 国内大会個人成績 | 国内大会個人成績 |
| 年度             | クラブ           | 背番号           | リーグ           | リーグ戦                     | リーグ戦         | リーグ杯         | リーグ杯         | オープン杯       | オープン杯       | 期間通算         | 期間通算         |
| 年度             | クラブ           | 背番号           | リーグ           | 出場                         | 得点             | 出場             | 得点             | 出場             | 得点             | 出場             | 得点             |
| 日本             | 日本             | 日本             | 日本             | リーグ戦                     | リーグ戦         | リーグ杯         | リーグ杯         | 天皇杯           | 天皇杯           | 期間通算         | 期間通算         |
| ---------------- | ---------------- | ---------------- | ---------------- | ---------------------------- | ---------------- | ---------------- | ---------------- | ---------------- | ---------------- | ---------------- | ---------------- |
| 2010             | 松本             | 4                | JFL              | 9                            | 0                | -                | -                | 0                | 0                | 9                | 0                |
| 2011             | 松本             | 5                | JFL              | 2                            | 0                | -                | -                | 2                | 0                | 4                | 0                |
| 2012             | 松本             | 5                | J2               | 22                           | 1                | -                | -                | 1                | 0                | 23               | 1                |
| 2013             | 松本             | 5                | J2               | 12                           | 0                | -                | -                | 1                | 0                | 13               | 0                |
| 2014             | 松本             | 5                | J2               | 0                            | 0                | -                | -                | 0                | 0                | 0                | 0                |
| タイ             | タイ             | タイ             | タイ             | リーグ戦                     | リーグ戦         | リーグ杯         | リーグ杯         | FA杯             | FA杯             | 期間通算         | 期間通算         |
| 2014             | アユタヤ         |                  | ディヴィジョン1  |                              |                  |                  |                  |                  |                  |                  |                  |
| 通算             | 日本             | 日本             | J2               | 34                           | 1                | -                | -                | 2                | 0                | 36               | 1                |
| 通算             | 日本             | 日本             | JFL              | 11                           | 0                | -                | -                | 2                | 0                | 13               | 0                |
| 通算             | タイ             | タイ             | ディヴィジョン1  | \|\|\|\|\|\|\|\|\|\|\|\|\|\| |                  |                  |                  |                  |                  |                  |                  |
| 総通算           | 総通算           | 総通算           | 総通算           | 45                           | 1                | -                | -                | 4                | 0                | 49               | 1                |

- Jリーグ初出場 - 2012年3月4日 J2リーグ第1節　vs東京ヴェルディ (味スタ)
- Jリーグ初得点 - 2012年9月14日 J2リーグ第33節　vsFC町田ゼルビア (松本)